# Lothar Krieg
Lothar Michael Krieg (ur. 10 grudnia 1955 w  Darmstadt) – niemiecki lekkoatleta (sprinter) startujący w barwach Republiki Federalnej Niemiec, medalista olimpijski z 1976.
Zajął 5. miejsce w sztafecie 4 × 400 metrów na mistrzostwach Europy juniorów w 1973 w Duisburgu.
Zdobył brązowy medal w sztafecie 4 × 400 metrów na igrzyskach olimpijskich w 1976 w Montrealu. Sztafeta RFN biegła w składzie: Franz-Peter Hofmeister, Krieg, Harald Schmid i Bernd Herrmann.
Na mistrzostwach Europy w 1978 w Pradze zajął 4. miejsce w finale biegu na 400 metrów.
Krieg był mistrzem RFN w biegu na 400 metrów w 1976 i wicemistrzem w 1977.
Rekord życiowy Kriega w biegu na 400 metrów wynosił 45,64 s (ustanowiony 29 sierpnia 1976 w Lugwigshafen).